# Ensemble Aedes
L’ensemble Aedes est un ensemble vocal français fondé en 2005 par Mathieu Romano qui en est l'actuel directeur artistique et musical, interprète les œuvres du répertoire choral des cinq siècles passés, jusqu’à la création contemporaine.
L'ensemble Aedes est composé d'un noyau de dix-sept chanteurs professionnels, fidèles à l'ensemble et peut intégrer jusqu'à quarante chanteurs selon les productions.
En juin 2016, l’ensemble Aedes est nommé « révélation musicale de la saison » par l’Association professionnelle de la critique théâtre musique et danse. Il obtient le Prix Liliane Bettencourt pour le chant choral en 2009. L'ensemble Aedes fait partie de la Fédération des ensembles vocaux et instrumentaux spécialisés (FEVIS).

## Répertoire et créations
Le chœur a vocation à faire connaître la musique vocale dans son ensemble. Il a déjà inscrit à son répertoire de nombreux cycles a cappella, participé à des projets d’oratorios et d’opéras mis en scène et proposé différents programmes pour chœur et piano, orgue ou ensemble instrumental. Il a également produit des spectacles mis en scène, avec la collaboration de comédiens et plasticiens (Brel & Barbara, America).

### Musiquea cappella
La musique a cappella est au cœur du projet artistique de l'ensemble Aedes, en particulier le répertoire des XXe (Debussy, Ravel, Poulenc) et XXIe siècles. L'ensemble a enregistré quatre disques Ludus Verbalis consacrés au répertoire sacré et profane de cette période, dont un entièrement consacré à Francis Poulenc. Les programmes de l'ensemble Aedes unissent les chefs-d'œuvre et les œuvres moins connues du répertoire vocal a cappella et proposent une mise en regard des compositeurs du XVIe siècle à nos jours. Ils associent souvent d'autres champs de la création (théâtre, danse, mise en scène, dramaturgie, arts plastiques...) et du répertoire chanté (flamenco avec Rocío Márquez).

### Musique contemporaine
L'ensemble Aedes consacre une part importante de son répertoire à la musique contemporaine, par le biais de commandes ou de collaborations avec d'autres ensembles spécialisés. En 2008, l’ensemble Aedes crée une commande faite au compositeur Philippe Hersant. En 2011, il crée un oratorio pour chœur de Thierry Machuel dans le cadre du Festival de Clairvaux. En 2012, il assure la création française de Furcht und Zittern, œuvre de Brice Pauset en partenariat avec l’Orchestre Dijon Bourgogne. Des œuvres de Philippe Fénelon, Jonathan Harvey ou encore Aurélien Dumont et Philip Lawson font partie de son répertoire.
En 2017, l'ensemble interprète l’œuvre de Luciano Berio Coro à la Philharmonie de Paris, en partenariat avec l’Ensemble intercontemporain sous la direction de Matthias Pintscher.

### Opéras
L'ensemble Aedes se produit régulièrement en tant que chœur d'opéra sur grandes scènes lyriques de France :
- Les Noces de Stravinsky, Opéra de Paris, 2019.
- Mass de Bernstein, Philharmonie de Paris, 2018[8].
- Carmen de Bizet, Festival international d'art lyrique d'Aix-en-Provence, 2017[9].
- Fantasio d'Offenbach, Théâtre du Châtelet, 2017[10].
- La Clémence de Titus de Mozart, Théâtre des Champs-Élysées, 2014.
- Dido and Æneas de Purcell, Opéra national de Bordeaux, 2013.
- Les Éclairs (opéra-comique) de Jean Echenoz (livret) et Philippe Hersant (musique), Théâtre national de l'Opéra-Comique, 2021.

## Collaborations artistiques
L'ensemble Aedes collabore avec des ensembles renommés dans l'interprétation des chefs-d'œuvre du répertoire vocal : Les Siècles (direction François-Xavier Roth), Les Musiciens du Louvre Grenoble (direction Marc Minkowski), le Concert de la Loge (direction Julien Chauvin), l’Orchestre de Paris, l’Orchestre philharmonique de Radio France ou encore le Chœur de la radio lettone (direction Sigvards Kļava).
Avec Le Cercle de l'harmonie, il a interprété les opéras de Mozart sous la direction de Jérémie Rhorer : L'Enlèvement au sérail, La Clémence de Titus. Il se produit également avec Le Poème harmonique, sous la direction de Vincent Dumestre, pour relire les pages du répertoire baroque : de Lalande (disque paru en 2018, Alpha Outhere), Cadmus et Hermione de Lully à l'Opéra royal du château de Versailles (2019).
L'ensemble Aedes est invité à la Philharmonie de Paris, au Théâtre des Champs-Élysées, à l'Opéra de Paris, l'Opéra royal du château de Versailles, l’Opéra national de Bordeaux, au Konzerthaus de Vienne... ainsi que dans divers théâtres et scènes nationales. Il a participé au festival de musique de La Chaise-Dieu, au festival de Besançon, au festival Radio France Occitanie Montpellier, aux Rencontres musicales de Vézelay, Festival international de Grenade, etc.

## Résidences et actions culturelles
L'ensemble Aedes est en résidence à la Cité de la voix de Vézelay (région Bourgogne-Franche-Comté) et au Théâtre impérial de Compiègne (région Hauts-de-France) ainsi qu'à la Fondation Singer-Polignac. En partenariat avec ses lieux de résidences, il développe chaque année une saison d’actions pédagogiques et culturelles, aussi importante que celle des concerts et spectacles. Il s’investit dans des projets éducatifs auprès de scolaires, choristes et chefs de chœur amateurs et dans des formations de haut niveau (académies) ouvertes aux jeunes chanteurs et chefs de chœur en voie de professionnalisation. L'ensemble Aedes a également pour ambition de diffuser la musique dans des lieux qui en sont éloignés, comme les milieux hospitaliers ou pénitentiaires, en partenariat avec l'association Tournesol, artistes à l'hôpital et grâce au soutien de la fondation Artistes à l'hôpital.

## Discographie
Sous la direction de Mathieu Romano
- Ludus verbalis (Eloquentia / Harmonia Mundi) : premier disque a cappella consacré aux musiques profanes du 20e siècle, paru en juin 2011 (Diapason découverte et prix de la Deutsche Schallplattenkritik).
- Ludus verbalis, vol. II (Eloquentia / Harmonia Mundi), paru en novembre 2012 (Diapason d'Or).
- Instants limites (Aeon / Harmonia Mundi) : œuvres de Philippe Hersant, paru en septembre 2013 (Diapason d’or).
- Double-disque Ludus verbalis, vol. III et IV (NoMadMusic) : consacré aux musiques sacrées du 20e siècle, paru en avril 2015.
- Brel & Barbara (Evidence Classics) : 17 chansons a cappella de Jacques Brel et de Barbara réarrangé spécialement pour l’Ensemble Aedes, paru en décembre 2018.
- Requiem de Fauré et la cantate Figure humaine de Francis Poulenc, avec Les Siècles sous la direction de Mathieu Romano (Aparté), paru en mars 2019 (5 Diapasons, 5 étoiles Classica et les ffff Télérama)[13].

Ensemble invité
- Majesté, Michel-Richard de Lalande, avec Le Poème harmonique/Vincent Dumestre (Alpha), paru en 2018
- Ravel, Daphnis et Chloé, ballet complet, avec Les Siècles/François-Xavier Roth (Harmonia Mundi), paru en 2017
- Mozart, La clemenza di Tito, avec Le Cercle de l'harmonie/Jérémie Rhorer (Théâtre des Champs-Élysées et Alpha Classics), paru en 2017
- Mozart, Die Entführung aus dem Serail, avec Le Cercle de l'Harmonie/Jérémie Rhorer (Théâtre des Champs-Élysées et Alpha Classics), paru en 2016